# تروبتسکوی
تروبتسکوی می‌تواند به موارد زیر گفته شود:
- نیکولای تروبتسکوی زبان‌شناس روسی و فرزند سرگئی نیکولاویچ تروبتسکوی
- سرگئی نیکولاویچ تروبتسکوی فیلسوف روسی و پدر نیکولای تروبتسکوی